# ميج كابوت
ميج كابوت (بالإنجليزية: Meg Cabot) كاتبة واديبة أمريكية ولدت في بلومنتون انديانا في شهر
فبراير من عام 1967.درست في الجامعة الفنون ثم ما لبثت ان انتقلت إلى نيويورك ومن هناك عملت كمساعدة لشؤون الطلاب مما اتاح لها الفرصة الالتقاء بالكثير من أبناء الشبيبة والتعرف على حاجاتهم ومشاكلهم.للكاتبة أكثر من خمسين كتاب تناسب البالغين والمراهقين على حد سواء من بينها سلسلتها الشهيرة مذكرات اميرة التي ترسم فيها بقلم بارع حياة المراهقين والمراهقات واحلامهم ومشاكلهم داخل الاسرة والمجتمع في الولايات المتحدة
الكاتبة تعيش في الولايات المتحدة وتتواصل مع القراء عبر موقعها على الشبكة ميج كابوت دوت كوم.

## روابط خارجية
- ميج كابوت على موقع IMDb (الإنجليزية)
- ميج كابوت على موقع ميوزك برينز (الإنجليزية)
- ميج كابوت على موقع إن إن دي بي (الإنجليزية)
- ميج كابوت على موقع قاعدة بيانات الفيلم (الإنجليزية)